# Asymmetric Digital Subscriber Line 2
ADSL2 i ADSL2+ són unes tecnologies preparades per a oferir una taxa de transferència sensiblement major que les proporcionades per l'ADSL convencional, fent ús de la mateixa infraestructura telefònica basada en cables de coure.
Si amb ADSL les taxes màximes de baixada/pujada són de 8/1 Mbps, amb ADSL2 s'aconsegueixen 12/2 Mbps i amb ADSL2+ 24/2 Mbps. A part de la millora de l'amplada de banda, aquest estàndard inclou una sèrie d'implementacions que milloren la supervisió de la connexió i la qualitat del servei (QoS) sol·licitat a través de la línia.
La migració d'ADSL a ADSL2 només requereix establir entre la central telefònica i l'usuari un terminal especial que permeti el nou amplada de banda, la qual cosa no suposa una gran despesa per part dels proveïdors del servei. Ja existeixen proveïdors europeus que ofereixen aquest sistema, la qual cosa mostra que l'ADSL2 està totalment preparat per a reemplaçar l'ADSL convencional a curt termini.

## Aspectes interessants

### Millora de la velocitat de la connexió
ADSL2 proveeix d'una major taxa de transferència fent front als fenòmens presents en els cables de connexió telefònica tals com l'atenuació o la diafonia. Per a aconseguir-ho, ADSL2 té millor eficiència de modul·lació/codificació (codificació Trellis de 16 estats i modul·lació QAM amb constel·lacions d'1 bit) i una sèrie d'algorismes millorats de tractament del senyal que els oferts per ADSL1, millorant la qualitat del senyal i augmentant la quantitat d'informació que es pot rebre pel medi analògic.

### Supervisió de l'estat de la connexió
El sistema ADSL2 inclou una millora en els aparells encarregats de proveir el servei, destinats a afegir una sèrie de facilitats que permeten realitzar diagnòstics durant la fase d'instal·lació i ús. Aquesta sèrie de millores permeten mesurar la potència del soroll present en la línia, la relació senyal a soroll (SNR) i l'atenuació del bucle. Aquestes dades ens permeten monitorar l'estat de la connexió, la qual cosa ajuda a prevenir funcionaments poc òptims, avaluar si a un usuari se li pot oferir una taxa de transferència superior i avaluar l'estat de la infraestructura.

### Adaptació de la velocitat de la connexió
En l'ADSL convencional, un dels problemes generats a l'hora d'augmentar la taxa de transferència és l'alta diafonia produïda als cables de la xarxa telefònica. L'ADSL2 millora aquest aspecte supervisant la quantitat de distorsió/soroll present en el medi, variant la taxa de transferència fins al màxim possible sense pèrdua de qualitat de la connexió i prevenint els errors. Aquest reajustament de la velocitat de la connexió es fa de forma transparent a l'usuari, utilitzant mecanismes que permeten el canvi de sense que es produeixin errors de sincronisme a l'hora de proccessar les trames d'informació.

### Millora en la gestió d'energia
L'ADSL2 també introdueix una sèrie de millores orientades a disminuir el consum d'energia per part dels proveïdors del servei. Aquesta millora consisteix a optimitzar els recursos energètics desaprofitats per l'ADSL1; en l'ADSL convencional els aparells encarregats de donar servei han d'estar contínuament connectats la qual cosa implica un consum d'energia continu, en canvi en el sistema ADSL2 es pot induir als aparells a estar en un estat de repòs o standby en funció de la càrrega que està suportant el dispositiu en qüestió.
Aquesta millora està implementada en dos modes d'estalvi d'energia: el L2 i el L3. El mode d'energia L2 suposa la principal innovació de l'ADSL2 en aquest aspecte, aquest mode regula l'energia en funció del tràfic cursat en la connexió entre el proveïdor i el client. El mode L3 suposa un estat de repòs gairebé total i s'activa quan no s'està fent ús de la connexió durant un llarg període. L2 suposa un tipus de mecanisme transparent l'usuari, mentre que recuperar l'estat d'activitat a partir de l'estat L3 suposa un procés de reinici de 3 segons.

### Millora de la velocitat utilitzant múltiples línies telefòniques
L'ADSL2 inclou la possibilitat d'utilitzar més d'una línia telefònica per a proveir de connexió a un únic terminal. El seu estàndard inclou diverses normes sobre ATM referents a les especificacions IMA (multiplexació inversa per a ATM), així doncs, gràcies a aquestes especificacions es permet la demultiplexació de diferents connexions ADSL a través de diferents línies telefòniques en un sol dispositiu, la qual cosa millora notablement les taxes de baixada.
Des de la capa ATM es processen les dades rebudes a través de la subcapa que proporciona l'IMA per a processar les dades procedents de les capes físiques d'ADSL, esent tractada des del terminal com una única connexió. Per a aconseguir això, l'IMA conté una sèrie de subprotocols que prevenen la desincronització dels dispositius físics ADSL2 (1 dispositiu per línia) i que tracten la informació rebuda dels dispositius quan aquests tenen latències diferents.

## Canalització sobre ADSL2, QoS i CVoDSL
L'ADSL2 afegeix la possibilitat de dividir l'amplada de banda en diferents canals, proveint a cada aplicació un canal amb característiques independents. Això suposa una gran millora en el terreny del QoS, amb la possibilitat de poder assignar prioritats d'amplada de banda i latència a les aplicacions segons la seva funcionalitat, la qual cosa suposa un salt qualitatiu a l'hora de treballar amb aplicacions que demanen serveis en temps real com és el cas de la videoconferència.
Una aplicació derivada de la canalització és el CVoDSL (veu canalitzada sobre DSL). Amb ADSL2 podem utilitzar diferents senyals de veu en diversos canals, podent establir més d'una conversació sobre una mateixa línia. Aquest pot ser un servei independent del proporcionat per l'ISP donant a les operadores de telefonia un sistema que permet una transmissió més flexible, de major qualitat i de cost inferior.

## Altres millores respecte a l'ADSL1
Una altra característica de l'ADSL2 produeix una major velocitat de transferència és l'optimització en l'ús dels buffers encarregats d'emmagatzemar les trames en cas de congestió (overhead framming), essent aquesta fixa en l'ADSL convencional. L'ADSL2 aprofita l'espai no usat en els buffers per a aconseguir un augment de fins a 50kbps en la velocitat de baixada.
L'ADSL2 també permet fer un ús de l'amplada de banda reservat per a la telefonia utilitzant-los en la transmissió de dades obtenint així 256kbps més de velocitat de pujada.
El temps implicat en la connexió inicial també s'ha reduït respecte a la versió original, passant dels 10 segons en l'ADSL convencional als 3 segons en ADSL2.
Una altra avantatge introduïda en ADSL2 és que és capaç de donar cobertura a bucles més llargs que els possibles amb l'ADSL1. Aquest fet implica que ADSL2 pot proporcionar majors velocitats a punts allunyats respecte a l'ADSL1.